# Callohesma
Callohesma är ett släkte av bin. Callohesma ingår i familjen korttungebin.

## Bildgalleri

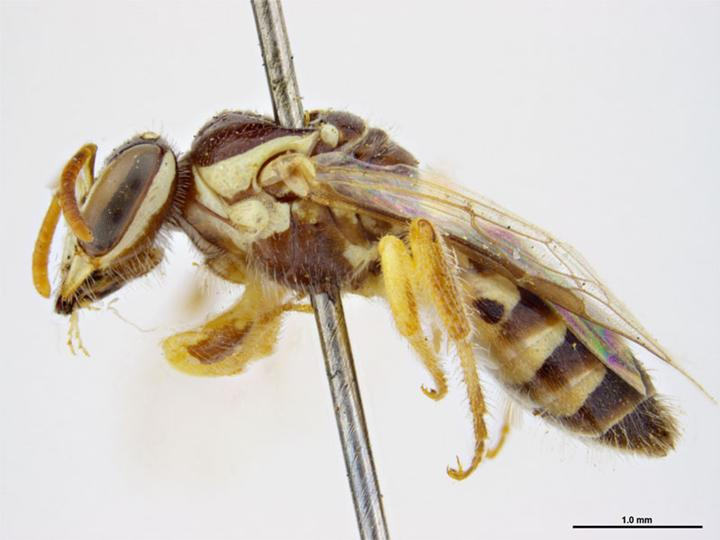
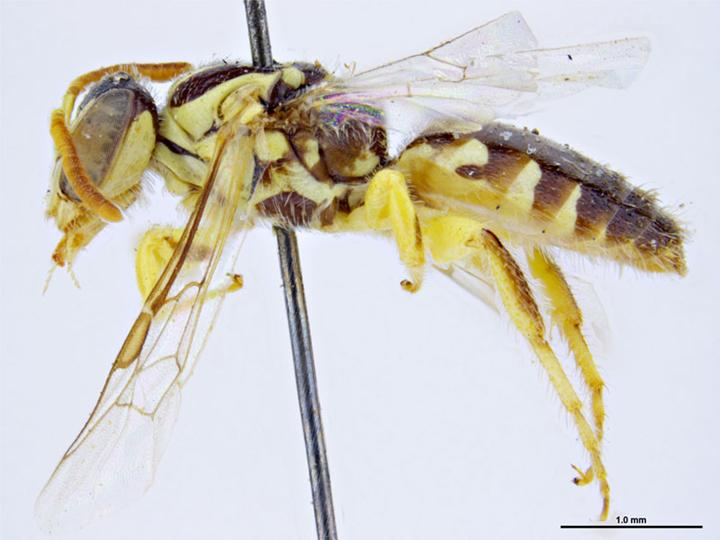
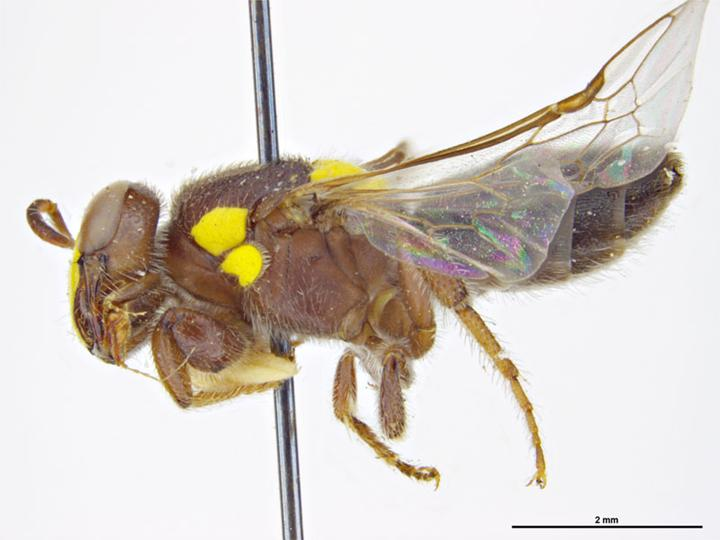
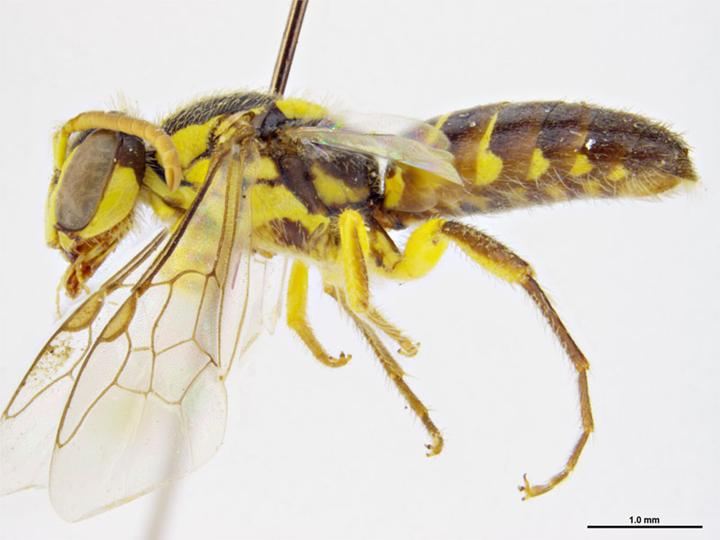
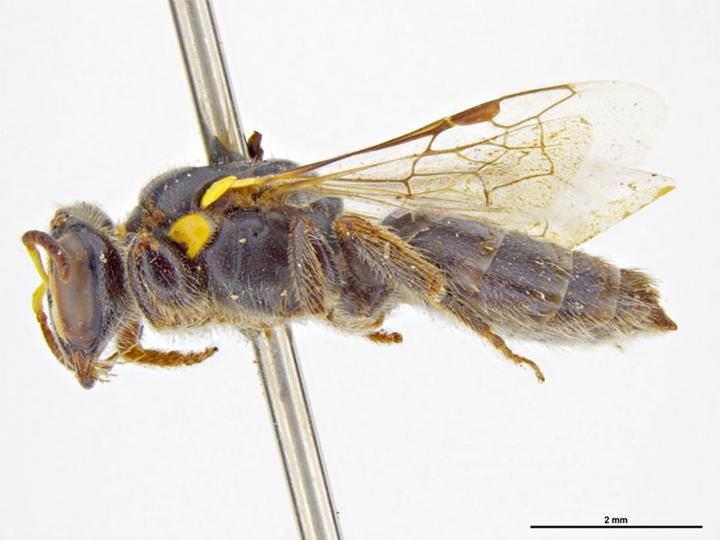
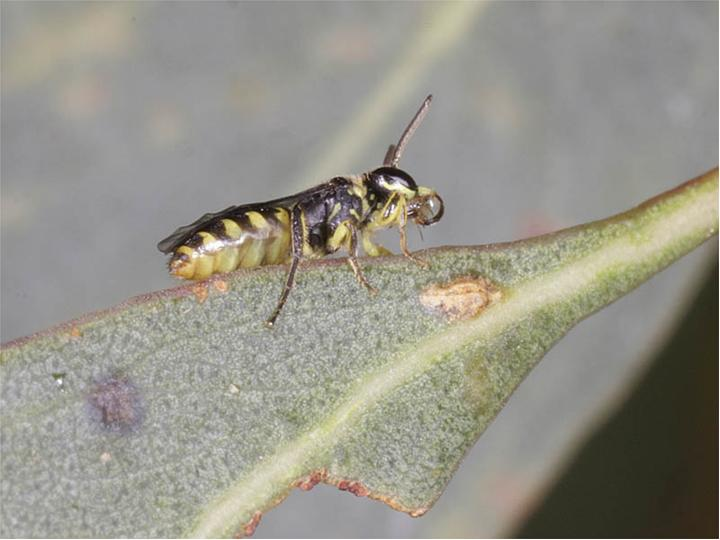

## Dottertaxa tillCallohesma, i alfabetisk ordning[1]
- Callohesma albiceris
- Callohesma aurantifera
- Callohesma aureopicta
- Callohesma calliopsella
- Callohesma calliopsiformis
- Callohesma campbelli
- Callohesma chlora
- Callohesma coolgardensis
- Callohesma eustonensis
- Callohesma euxantha
- Callohesma flava
- Callohesma flavopicta
- Callohesma geminata
- Callohesma karratha
- Callohesma lacteipennis
- Callohesma lucida
- Callohesma matthewsi
- Callohesma megachlora
- Callohesma nigripicta
- Callohesma occidentalis
- Callohesma ornatula
- Callohesma pedalis
- Callohesma picta
- Callohesma quadrimaculata
- Callohesma queenslandensis
- Callohesma recta
- Callohesma rieki
- Callohesma setula
- Callohesma sinapipes
- Callohesma skermani
- Callohesma splendens
- Callohesma sulphurea
- Callohesma tibialis
- Callohesma townsvillensis